# Зуєво (Чудовський район)
Зуєво (рос. Зуево) — присілок в Чудовському районі Новгородської області Російської Федерації.
Населення становить 245 осіб. Входить до складу муніципального утворення Успенське сільське поселення.

## Історія
Від 2004 року входить до складу муніципального утворення Успенське сільське поселення.

## Населення
| 2010 |
| ---- |
| 245  |